# Marek Haltof
Marek Haltof, właśc. Józef Marek Haltof (ur. 1957 w Cieszynie) – polski teoretyk i historyk filmu.

## Życiorys
Absolwent studiów magisterskich na Uniwersytecie Śląskim, Filli w Cieszynie (1980) oraz na Flinders University of South Australia (1989). Doktoryzował się w 1995 na Uniwersytecie Alberty, a w 2001 uzyskał habilitację na Wydziale Zarządzania i Komunikacji Społecznej Uniwersytetu Jagiellońskiego na podstawie pracy Autor i kino artystyczne. Przypadek Paula Coxa. Od 2001 jest profesorem na Northern Michigan University; wcześniej wykładał w Kanadzie (m.in. na Uniwersytecie w Calgary). Jego obszarami zainteresowania są kinematografia australijska oraz historia kina polskiego.
Dwukrotny laureat grantu Peter White Scholar Award (2006, 2014), uhonorowany również nagrodą The Waclaw Lednicki Humanities Award (2019) przyznawaną przez Polski Instytut Naukowy w Ameryce. Jego publikacje zostały przełożone na kilka języków, w tym chiński, japoński, hiszpański i czeski.
Poza publikacjami dotyczącymi filmu, jest także autorem zbioru opowiadań Maks jest wielki (1988) i powieści Duo Nowak (1996).

## Wybrane publikacje
- Kino lęków. Szumacher, 1992. ISBN 83-900332-7-5. Brak numerów stron w książce
- Peter Weir: When Cultures Collide. Twayne Publishers, Simon & Shuster Macmillan, 1996. ISBN 0-8057-7843-8. Brak numerów stron w książce
- Kino Australii: o ekranowej konstrukcji Australii. PWSFTviT, 1996. ISBN 83-900788-8-0. Brak numerów stron w książce
- Autor i kino artystyczne. Przypadek Paula Coxa. Rabid, 2001. ISBN 978-83-88668-11-1. Brak numerów stron w książce
- Polish National Cinema. Berghahn Books, 2002. ISBN 978-1571812759. Brak numerów stron w książce
- New Polish Cinema. Flicks Books, 2003. Redakcja z Janiną Falkowską. ISBN 978-1862360020.
- The Cinema of Krzysztof Kieślowski: Variations on Destiny and Chance. Wallflower Press/Columbia University Press, 2004. ISBN 978-1903364925. Brak numerów stron w książce
- Kino australijskie. O ekranowej konstrukcji Antypodów. słowo/obraz terytoria, 2005. ISBN 83-7453-670-5. Brak numerów stron w książce
- Historical Dictionary of Polish Cinema. Scarecrow Press, 2007. ISBN 978-0-8108-5566-3. Brak numerów stron w książce
- The A to Z of Polish Cinema. Scarecrow Press, 2010. ISBN 978-0810876170. Brak numerów stron w książce
- Polish Film and the Holocaust: Politics and Memory. Berghahn Books, 2012. ISBN 978-0857453563. Brak numerów stron w książce
- Polish Cinema: A History. Berghahn Books, 2019. ISBN 978-1785339721. Brak numerów stron w książce
- Screening Auschwitz: Wanda Jakubowska's The Last Stage and the Politics of Commemoration. Northwestern University Press, 2018. ISBN 978-0810136106. Brak numerów stron w książce